# Gary U.S. Bonds
Gary U.S. Bonds, född Gary Levone Anderson 6 juni 1939 i Jacksonville, Florida, är en amerikansk sångare och låtskrivare. Han slog igenom 1960 med låten "New Orleans" och fick sin största singelframgång med "Quarter to Three" nästföljande år. Den blev etta på Billboard Hot 100. Han hade sedan ytterligare några amerikanska hitsinglar med "School Is Out" (1961), "Dear Lady Twist", och "Twist Twist Senora" (båda 1962). 1981 gjorde han comeback med låten "This Little Girl" som skrivits av Bruce Springsteen, och fick en hit 1982 med "Out of Work". Han har därefter framträtt och spelat med bland andra Bill Wyman och Bruce Springsteen. Bonds har också gett ut flera nya album: Standing in the Line of Fire (1984), Nothing Left to Lose (1996), Back in 20 (2004), Let Them Talk (2009). 

## Diskografi
Studioalbum
- Dance 'til Quarter to Three with U.S. Bonds (1961)
- Twist Up Calypso (1962)
- Dedication (1981)
- On the Line (1982)
- Standing in the Line of Fire (1984)
- Nothing Left to Lose (1996)
- Back in 20 (2004)
- Let Them Talk (2009)

Livealbum
- King Biscuit Flower Hour (2001)
- Live! (2002)
- From the Front Row... Live! (2003)
- In Concert (2005)

Samlingsalbum
- The Best of Gary U.S. Bonds (1990)
- Take Me Back to New Orleans (1994)
- The Best of Gary U.S. Bonds (1996)
- The Very Best of Gary U.S. Bonds: The Original Legrand Masters (1998)
- Certified Soul (Singles from 1968 to 1970) (2008)